# Francesco Adorno
Francesco Adorno (Siracusa, Itàlia, 9 d'abril de 1921 - Florència, 19 de setembre de 2010) fou un filòsof i historiador de la filosofia italià.
Graduat en Filosofia per la Universitat de Florència el 1944 i professor en la de Bari, en la de Bolonya i en la de Florència, fou president de l'Accademia Toscana di Scienze e Lettere «La Colombaria», del Museo e Istituto Fiorentino di Preistoria «Paolo Graziosi» i de l'Accademia delle arti del disegno de Florència. Dirigí la publicació del Corpus dei papiri filosofici greci e latini.
Estudià la relació entre l'ensenyament socràtic i la sofística, interessant-se també en Plató, en l'estoïcisme i en l'epicureisme; a més, estudià aspectes de la cultura grecollatina i cristiana entre el segle i aC i el segle VI dC, com també el pensament medieval tardà i  humanístic.
Adorno utilitzà el mètode filològic per a la descripció dels autors del pensament antic de l'Escola Jònica, de Sòcrates, de Plató, de la primera Acadèmia, de les escoles hel·lenístiques, d'Epicur, de Sèneca, etc.
La seua formació cultural arrelà en els cercles intel·lectuals i polítics florentins dels anys de 1930 a 1945, i particularment rebé la influència de Benedetto Croce en la interpretació de la filosofia com a reflexió teòrica no separada mai de la situació històrica real. En nom d'aquesta concreció antimetafísica i de la necessitat d'una descripció històrica del pensament filosòfic, Adorno s'adherí al mètode marxista i a la filosofia del llenguatge, per a interpretar els textos clàssics des del seu autèntic i concret rerefons polític i cultural.

## Obres
- I sofisti e Socrate, 1961
- La filosofia antica, 1965
- Studi sul pensiero greco, 1966
- Introduzione a Socrate, 1970
- Dialettica e politica in Platone, 1975
- Introduzione a Platone, 1978
- I sofisti e la sofistica nel 5°-4° sec. aC, 1993
- Pensare storicamente, 1996